# Côte-du-Sud—Rivière-du-Loup—Kataskomiq—Témiscouata
Circonscription électorale fédérale du Canada
Côte-du-Sud—Rivière-du-Loup—Kataskomiq—Témiscouata est une circonscription électorale fédérale canadienne située au Québec.
Cette circonscription de l'est de la province établie en 2023 comprend les municipalités régionales de comté (MRC) de Kamouraska, L'Islet, Montmagny, Rivière-du-Loup et Témiscouata, incluant la réserve indienne de Kataskomiq.

## Description
La circonscription se trouve dans de l'Est de la province, à l'est de la région métropolitaine de Québec, entre le fleuve Saint-Laurent et la frontière avec le Maine. Elle chevauche les régions québécoises de Bas-Saint-Laurent et de Chaudière-Appalaches.
Les circonscriptions limitrophes sont Bellechasse—Les Etchemins—Lévis, Montmorency—Charlevoix, Côte-Nord—Kawawachikamach—Nitassinan et Rimouski—La Matapédia au Québec, et Madawaska—Restigouche au Nouveau-Brunswick.

## Historique
La circonscription de Côte-du-Sud—Rivière-du-Loup—Kataskomiq—Témiscouata est créée en 2023 à partir des circonscriptions dissoutes de Montmagny—L'Islet—Kamouraska—Rivière-du-Loup et de Rimouski-Neigette—Témiscouata—Les Basques (partie méridionale).

## Députés
| Législature | Années          | Député           | Parti | Parti        |
| --- | --------------- | ---------------- | ----- | ------------ |
| Côte-du-Sud—Rivière-du-Loup—Kataskomiq—Témiscouata issue de Montmagny—L'Islet—Kamouraska—Rivière-du-Loup et Rimouski-Neigette—Témiscouata—Les Basques |                 |                  |       |              |
| 45e | 2025 – en cours | Bernard Généreux |       | Conservateur |